# G-kvadrupleks
U molekularnoj biologiji, G-kvadrupleks (takođe poznat kao G-tetrade ili ) je sekvenca nukleinske kiseline koja je bogata u guaninu i ima sposobnost formiranja četvorolančane strukture. Ćetiri guaninske baze se mogu vezati putem Hugstinove vodonične veze da formiraju četvrtastu planarnu strukturu guaninske tetrade, i dve ili više guaninskih tetrada mogu da formiraju stekove, ili G-kvadrupleks. Kvadrupleksna struktura je dalje stabilizovana prisustvom katjona, posebno kalijuma, koji su smešteni u centralnom kanalu između svakog para tetrada. Oni mogu da budu formirani od DNK, RNK, LNA, i PNA, i mogu da budu intramolekularni, bimolekularni, ili tetramolekularni. U zavisnosti od pravca lanaca ili delova lanaca koje formiraju tetrade, strukture se mogu opisati kao paralelne ili antiparalelne.

## Literatura
- Johnson JE, Smith JS, Kozak ML, Johnson FB (2008). „In vivo veritas: using yeast to probe the biological functions of G-quadruplexes”. Biochimie. 90 (8): 1250—1263. PMC 2585026 . PMID 18331848. doi:10.1016/j.biochi.2008.02.013.
- Huppert JL & Balasubramanian S (2005). „Prevalence of quadruplexes in the human genome”. NAR. 33 (9): 2908—2916. PMC 1140081 . PMID 15914667. doi:10.1093/nar/gki609.
- Todd AK, Johnston M, Neidle S (2005). „Highly prevalent putative quadruplex sequence motifs in human DNA”. NAR. 33 (9): 2901—2907. PMC 1140077 . PMID 15914666. doi:10.1093/nar/gki553.
- Burge S, Parkinson GN, Hazel P, Todd AK, Neidle S (2006). „Quadruplex DNA: sequence, topology and structure”. NAR. 34 (19): 5402—5415. PMC 1636468 . PMID 17012276. doi:10.1093/nar/gkl655.
- Siddiqui-Jain A, Grand CL, Bearss DJ, Hurley LH (2002). „Direct evidence for a G-quadruplex in a promoter region and its targeting with a small molecule to repress c-MYC transcription”. PNAS. 99 (18): 11593—8. PMC 129314 . PMID 12195017. doi:10.1073/pnas.182256799.
- Rawal P, Kummarasetti VB, Ravindran J, Kumar N, Halder K, Sharma R, Mukerji M, Das SK, Chowdhury S (2006). „Genome-wide prediction of G4 DNA as regulatory motifs: Role in Escherichia coli global regulation”. Genome Res. 16 (5): 644—55. PMC 1457047 . PMID 16651665. doi:10.1101/gr.4508806.
- Hou, Xu; Guo, Wei; Xia, Fan; Fu-Qiang Nie; Dong, Hua; Tian, Ye; Wen, Liping; Wang, Lin; Cao, Liuxuan; Yang Yang; Jianming Xue; Yanlin Song; Yugang Wang; Dongsheng Liu & Lei Jiang (2009). „A biomimetic potassium responsive nanochannel: G-quadruplex DNA conformational switching in a synthetic nanopore”. J. Am. Chem. Soc. 131 (22): 7800—7805. PMID 19435350. doi:10.1021/ja901574c.
- Neidle & Balasubramanian, ур. (2006). Quadruplex Nucleic Acids. ISBN 978-0-85404-374-3. Архивирано из оригинала 30. 9. 2007. г. Приступљено 11. 5. 2012.
- Campbell, Nancy H.; Neidle, Stephen (2012). „Chapter 4. G-Quadruplexes and Metal Ions”.  Ур.: Astrid Sigel, Helmut Sigel and Roland K. O. Sigel. Interplay between Metal Ions and Nucleic Acids. Metal Ions in Life Sciences. 10. Springer. стр. 119—1134. doi:10.1007/978-94-007-2172-2_4.

## Spoljašnje veze
- kvadrupleksna mreža